# 国立小児病院
国立小児病院（こくりつ しょうに びょういん）は、2002年まで存在した日本の国立病院である。15の診療科があり、小児を対象とする小児総合医療を行った。後身は国立成育医療センター（現・国立成育医療研究センター）。

## 所在地
〒154-8509 東京都世田谷区太子堂3-35-31

## 歴史
- 1899年3月 - 東京第二衛戍病院として国立小児病院所在地に創設。
- 1938年2月 - 東京第二陸軍病院に改称。
- 1945年12月 - 厚生省に移管。国立世田谷病院として発足。
- 1963年 - 国立世田谷病院存続のまま古い建物を改造して小児病棟が発足。
- 1964年2月 - 国立小児病院新築工事開始。
- 1965年4月 - 国立世田谷病院を国立小児病院と改称、国立東京第一病院二宮分院を国立小児病院の分院へ組織替え。
- 1965年8月 - 国立小児病院新築工事完了。
- 1965年11月 - 国立小児病院として診察を開始。
- 1970年4月 - 視能訓練学校（一年制）を付設。
- 1976年3月 - 新病棟建設工事開始。
- 1976年11月 - 閣議において、天皇在位50年記念事業として国立小児専門医療機関としての整備拡充が了承された。
- 1979年7月 - 新病棟建設工事完了。
- 1979年11月 - 小児医療研究センター新築工事開始。
- 1984年6月 - 小児医療研究センター新築工事完了。
- 1984年10月 - 小児医療研究センター発足。
- 1986年 - 国立小児病院に東京都立光明養護学校から教師が派遣されて訪問教育開始。
- 1990年4月 - 院内学級設置検討委員会発足。
- 1992年4月 - 東京都立光明養護学校国立小児病院内訪問学級設置。教室が院内に確保され、教員が専任となった。
- 1994年10月 - ICU・CCU・慢性呼吸管理病棟開設。
- 1995年2月6日、ダイアナ妃が訪問。
- 2002年3月 - 国立大蔵病院と統合。大蔵病院跡地に国立成育医療センター発足。
- 2004年10月 - 研究センターが大蔵に移転し、移転完了。

## 系譜
| 戦前                     | 戦前                         | 戦前                 | 戦後             | 戦後                 | 現在                     |
| ------------------------ | ---------------------------- | -------------------- | ---------------- | -------------------- | ------------------------ |
| 東京第一衛戍病院（陸軍） | 臨時東京第一陸軍病院         | 臨時東京第一陸軍病院 | 国立東京第一病院 | 国立病院医療センター | 国立国際医療研究センター |
| 東京第二衛戍病院（陸軍） | 東京第二陸軍病院             | 東京第二陸軍病院     | 国立世田谷病院   | 国立小児病院         | 国立成育医療研究センター |
| 東京第二衛戍病院（陸軍） | 東京第二陸軍病院大蔵臨時分院 | 東京第四陸軍病院     | 国立大蔵病院     | 国立大蔵病院         | 国立成育医療研究センター |
| —                        | 臨時東京第三陸軍病院         | 臨時東京第三陸軍病院 | 国立相模原病院   | 国立相模原病院       | 国立病院機構相模原病院   |

## 設立の目的
小児は「大人を小型にしたもの」ではなく、常に旺盛な成長・発達を遂げつつあり、形態的にも機能的にも、また精神的にも発育に応じた特性があり検査、診断、治療、看護の面において、成人とは全く異なり、小児に特有な専門的、総合的な知識と技術が必要とされる。日本における小児医療の総体的な水準は欧米先進国に比して遜色ない水準にあったが、小児難治性疾患等についての治療、研究に関する面で、更に発展させる必要があった。
国立小児病院は上記のような背景のもとに、厚生省が小児医療の中心的専門施設とすべく計画し、設置した。

## 特色
日本で最初の小児専門病院として設立されて以来、小児医療の中枢的、指導的役割を果すべき病院として位置づけられた。総合的な小児専門病院は全国で25施設（1998年当時）あり、これらの小児専門医療施設群の中核として診断、治療及び研究の面で指導的役割を担い、(1)小児難治性疾患患者の集中化、(2)高度かつ、先駆的医療の実施、(3)専門技術者の養成研修等他の病院にみられない特色を有した。

## 標榜診療科（DEPARTMENT)
- 精神科（Department of Psychiatry）
- 神経科（Department of Neurology）
- 小児科（Department of Pediatrics）
- 外科(Department of Surgery）
- 整形外科(Department of Orthopedic）
- 形成外科（Department of Plastic Surgery）
- 心臓血管外科（Department of Cardiovascular Surgery）
- 皮膚科（Department of Dermatology）
- 泌尿器科（Department of Urology）
- 婦人科（Department of Gynecology (Maternity Clinic)）
- 眼科（Department of Ophthalmology）
- 耳鼻咽喉科（Department of Otolaryngology）
- 放射線科（Department of Radiology）
- 歯科（Department of Dentistry）
- 麻酔科（Department of Anesthesiology）

以上15の診療科があり、小児を対象として小児総合医療を行った。

## 特殊診療
診療科のうち小児科については、循環器（心臓）、呼吸器、血液、内分泌代謝、アレルギー、感染症、腎・肝疾患、未熟児（新生児）等について専門医により専門外来を行った。また、神経科では発達心理法、整形外科ではリハビリテーション、耳鼻いんこう科では難聴・言語障害の診療、眼科で弱視・斜視の診療を取り扱った。これらの機能を総合して、小児の診断治療、療養指導、医療リハビリテーションの成果を挙げて日本の小児医療福祉に貢献することを使命とした。 

## 病棟
病棟は内科系、外科系と疾患別によって患者を治療する。疾患別の内容は次のとおり。（2000年当時）
- 2A病棟 - ICU、CCU
- 3A病棟 - 外科、ひ尿器科、耳鼻いんこう科
- 3B病棟 - 外科、眼科、神経科
- 3C病棟 - 未熟児・新生児
- 4A病棟 - 整形外科、神経科
- 4C病棟 - 循環器科・心臓血管外科、アレルギー科
- 5A病棟 - 内分泌科、皮膚科、腎・消化器科、呼吸器科
- 5C病棟 - 感染科、血液科、精神科

入院は重症等特別の場合を除いては親の付添はなく、看護婦によって小児専門看護が行われた。国立小児病院では開設当初、面会日は週3日（時間は午後2時から午後4時）であった。その理由は医療の高度化、感染予防、遠隔地からの入院等の状況を考慮したものであった。しかし時代の要請のもとに、1994年より毎日午後2時から午後5時までと緩和された。

## 東京都立光明養護学校国立小児病院内訪問学級
東京都立光明養護学校国立小児病院内訪問学級（小学部、中学部）は、1992年4月1日に設置され、1995年4月1日に高等部の新設も含め東京都立光明養護学校「そよ風分教室」として新たに発足、入院治療の学齢児童・生徒の教育を行った。

## 小児医療研究センター
小児医療研究センターは、小児の難病（先天異常、奇形、がん、自己免疫疾患、アレルギー性疾患、内分泌機能異常、難治性感染症等）と、発育途上にある小児期の形態的、機能的、精神的変動に関する研究、感染症の基礎的研究、適正栄養法の研究など幅広い調査研究を行った。
1. 病理病態研究部（Department of Pathology and Pathophysiology）
小児難治性その他の疾病の病理学的及び病態生理学的調査研究。
2. 内分泌代謝研究部（Department of Endocrinology and Metabolism Research）
小児の内分泌及び代謝に起因する疾病の調査研究。
3. 免疫アレルギー研究部（Department of Immunology and Allergy Research）
小児の免疫異常に基づく難治性その他の疾病及びアレルギー性疾患に係る疾病の調査研究。
4. 先天異常研究部（Department of Congenital Abnormalities Research）
遺伝その他による先天異常の調査研究。
5. 感染症研究部（Department of Infectious Diseases Research）
微生物侵襲による小児の難治性その他の疾病について調査研究。
6. 実験外科生体工学研究部（Department of Experimental Surgery and Bioengineering）
小児外科に関する実験的研究（臓器移植術、人工臓器の開発等）及び小児の難治性、その他の疾病に関する生体工学的調査研究。
7. 小児生態研究部（Department of Pediatric Ecology）
社会的因子その他各種因子により起因する疾病の調査研究。
8. 小児薬理研究室（Pediatric Pharmacology Laboratory）
小児の薬物動態と臨床評価並びに動物実験による薬効モデルの研究及び薬物中毒等の調査研究。
9. 共同利用室（Multidisciplinary Laboratories）
実験動物の飼育、電子顕微鏡等　共同利用設備の管理運営。

## 視能訓練学院
視能訓練士（ORTとも略称される）は、1971年医療専門技術者として制度化されたが、この視能訓練士を養成する学校として、1970年4月に付設された。
短期大学卒業以上の女子を入学資格とする、修業年限1年の学校（定員40名）であった。卒業後は、視能訓練士国家試験の受験資格が得られた。免許取得後の就職は、大学病院などの教育機関や、各地の病院の眼科であった。

## 国立小児病院二宮分院
- 所在地：〒259-0124 神奈川県中郡二宮町山西240番地1
- 歴史
  - 1945年3月 - 軍事保護院相模保育所開設
  - 1945年12月 - 国立東京第一病院付属相模保育所
  - 1946年3月 - 国立東京第一病院付属二宮分院
  - 1965年4月 - 国立小児病院二宮分院
  - 2002年3月 - 国立療養所神奈川病院に統合され、移転する（現：国立病院機構神奈川病院）

国立小児病院との連携のもと、本院の長期要加療患児の収容、治療を行い、その分院として機能をもった。主要診療対象は小児の気管支喘息を主としたアレルギー性疾患患児で、3歳以上の幼児・学童患児に対して長期施設入院療法を実施、長年の実績があった。並行して幼児保育及び小学校教育を実施した。

## その他
当院の最寄りバス停留所は「国立小児病院前」と呼ばれ、経由する東急バスの渋51系統などの車内アナウンスでは「こくりつこどもびょういんまえ」と読まれていた。国立成育医療センターへの統合後は「太子堂中学校」と名称を変更している。

## 関連する人物
- 小林登